# Антонович, Николай Владимирович
Николай Владимирович Антонович (1875—?) — русский военный деятель, полковник (1916). Герой Первой мировой войны.

## Биография
В 1893 году вступил в службу. С 1897 года после окончания Виленского военного училища по II разряду произведён в подпоручики и выпущен в Остроленский 181-й пехотный полк. В 1901 году произведён  в поручики, в 1905 году в штабс-капитаны. С 1909 года капитан, помощник старшего адъютанта штаба Виленского военного округа и ротный командир.

С 1914 года участник Первой мировой войны, подполковник, батальонный командир Лидского 172-го пехотного полка. 29 сентября 1915 года  за храбрость был награждён  Георгиевским оружием: 
За то, что командуя батальоном в боях 31-го мая и 1-го июня 1915 года уд. Осюкля-Шакалишки, под страшным огнём противника, после упорного боя овладел д. Шакалишки, захватил в плен одного офицера и 87 нижних чинов; под натиском превосходных сил противника, неоднократно переходящего в контр-атаку, удержал занятую позицию за собой

С 1916 года полковник, с 1917 года командир Якутского 42-го пехотного полка. 10 июня 1916 года за храбрость был награждён орденом Святого Георгия 4-й степени: 
За то, что 14-го августа 1915 года, получив приказание быстрым маршем перейти из д. Лелянцы в д. Раубанцы и атаковать противника, прорвавшего фронт 3-го батальона 102-го пехотного Вятского полка и развивавшего свой успех, личным мужеством воодушевил нижних чинов своего батальона стремительно атаковал значительно превосходящего числом противника, обратил его в бегство, чем предотвратил захват 1-й батареи 26-й артиллерийской бригады и ликвидировал прорыв, восстановив положение частей 2-го армейского корпуса, которому указанный прорыв грозил отходом по всей линии, причём сам был ранен
После Октябрьской революции 1917 года служил  в Белой армии  в составе Добровольческой армии и ВСЮР. С 1918 года генерал-майор, комендант Одессы.

## Награды
- Орден Святого Станислава 3-й степени  (1904)
- Орден Святой Анны 3-й степени (1907)
- Орден Святого Станислава 2-й степени с мечами (1911; ВП 7.05.1917)
- Орден Святой Анны 2-й степени (Мечи к ордену — ВП 16.05.1916)
- Георгиевское оружие (ВП 29.09.1915)
- Орден Святого Георгия 4-й степени (ВП 10.06.1916)